# Sommery
Sommery település Franciaországban, Seine-Maritime megyében. Lakosainak száma 829 fő (2022. január 1.). Sommery Beaubec-la-Rosière, Bosc-Bordel, Mathonville, Mauquenchy, Roncherolles-en-Bray és Sainte-Geneviève községekkel határos.

## Népesség
A település népessége az elmúlt években az alábbi módon változott:
| Lakosok száma | 851  | 817  | 818  | 809  | 819  | 828  | 837  | 834  | 829  |
|               | 2013 | 2015 | 2016 | 2017 | 2018 | 2019 | 2020 | 2021 | 2022 |